# TJ Sokol Dobšice
TJ Sokol Dobšice (celým názvem: Tělovýchovná jednota Sokol Dobšice) je český fotbalový klub, který sídlí v Dobšicích na Znojemsku v Jihomoravském kraji. Založen byl roku 1976. Od sezony 2008/09 hraje I. A třídu Jihomoravského kraje – sk. A (6. nejvyšší soutěž).
Své domácí zápasy odehrává na stadionu Dobšice.
Od března 2015 zde působí Petr Šuba. Začínal zde mj. Jan Hladík.

## Historické názvy
Zdroj: 
- 1976 – TJ Sokol Dobšice (Tělovýchovná jednota Sokol Dobšice)

## Umístění v jednotlivých sezonách
Stručný přehled
Zdroj: 
- 2001–2003: Okresní soutěž Znojemska – sk. B
- 2003–2005: Okresní soutěž Znojemska – sk. A
- 2005–2006: Okresní přebor Znojemska
- 2006–2008: I. B třída Jihomoravského kraje – sk. B
- 2008– : I. A třída Jihomoravského kraje – sk. A

Jednotlivé ročníky
Zdroj: 
Legenda: Z – zápasy, V – výhry, R – remízy, P – porážky, VG – vstřelené góly, OG – obdržené góly, +/− – rozdíl skóre, B – body, červené podbarvení – sestup, zelené podbarvení – postup, fialové podbarvení – reorganizace, změna skupiny či soutěže
| Česko (2001 – ) |                                         |        |    |    |    |    |     |    |     |    |        |
| Sezóny          | Liga                                    | Úroveň | Z  | V  | R  | P  | VG  | OG | +/− | B  | Pozice |
| 2001/02         | Okresní soutěž Znojemska – sk. B        | 9      | 26 | 16 | 3  | 7  | 68  | 40 | +28 | 51 | 2.     |
| 2002/03         | Okresní soutěž Znojemska – sk. B        | 9      | 26 | 9  | 4  | 13 | 49  | 56 | −7  | 31 | 9.     |
| 2003/04         | Okresní soutěž Znojemska – sk. A        | 9      | 26 | 13 | 6  | 7  | 65  | 45 | +20 | 45 | 5.     |
| 2004/05         | Okresní soutěž Znojemska – sk. A        | 9      | 26 | 20 | 4  | 2  | 102 | 28 | +74 | 64 | 1.     |
| 2005/06         | Okresní přebor Znojemska                | 8      | 26 | 19 | 5  | 2  | 80  | 29 | +51 | 62 | 1.     |
| 2006/07         | I. B třída Jihomoravského kraje – sk. B | 7      | 26 | 18 | 3  | 5  | 67  | 24 | +43 | 57 | 2.     |
| 2007/08         | I. B třída Jihomoravského kraje – sk. B | 7      | 26 | 20 | 2  | 4  | 72  | 28 | +44 | 62 | 1.     |
| 2008/09         | I. A třída Jihomoravského kraje – sk. A | 6      | 26 | 13 | 4  | 9  | 43  | 34 | +9  | 43 | 5.     |
| 2009/10         | I. A třída Jihomoravského kraje – sk. A | 6      | 26 | 12 | 3  | 11 | 52  | 33 | +19 | 39 | 6.     |
| 2010/11         | I. A třída Jihomoravského kraje – sk. A | 6      | 26 | 11 | 7  | 8  | 38  | 37 | +1  | 40 | 6.     |
| 2011/12         | I. A třída Jihomoravského kraje – sk. A | 6      | 26 | 10 | 10 | 6  | 56  | 42 | +14 | 40 | 5.     |
| 2012/13         | I. A třída Jihomoravského kraje – sk. A | 6      | 26 | 13 | 3  | 10 | 53  | 49 | +4  | 42 | 5.     |
| 2013/14         | I. A třída Jihomoravského kraje – sk. A | 6      | 26 | 12 | 3  | 11 | 72  | 52 | +20 | 39 | 5.     |
| 2014/15         | I. A třída Jihomoravského kraje – sk. A | 6      | 26 | 13 | 3  | 10 | 56  | 54 | +2  | 42 | 5.     |
| 2015/16         | I. A třída Jihomoravského kraje – sk. A | 6      | 26 | 9  | 9  | 8  | 50  | 53 | −3  | 36 | 8.     |
| 2016/17         | I. A třída Jihomoravského kraje – sk. A | 6      | 26 | 13 | 3  | 10 | 83  | 49 | +34 | 42 | 5.     |
| 2017/18         | I. A třída Jihomoravského kraje – sk. A | 6      | 26 | 8  | 9  | 9  | 42  | 48 | −6  | 33 | 8.     |
| 2018/19         | I. A třída Jihomoravského kraje – sk. A | 6      | 26 | 17 | 3  | 6  | 77  | 39 | +38 | 54 | 3.     |
| 2019/20         | I. A třída Jihomoravského kraje – sk. A | 6      | 26 |    |    |    |     |    |     |    |        |

## TJ Sokol Dobšice „B“
TJ Sokol Dobšice „B“ je rezervním týmem dobšických, který od ročníku 2009/10 hraje Okresní přebor Znojemska (8. nejvyšší soutěž).

### Umístění v jednotlivých sezonách
Stručný přehled
Zdroj: 
- 1995–1996: Základní třída Znojemska – sk. B
- 2004–2005: Základní třída Znojemska – sk. A
- 2005–2009: Okresní soutěž Znojemska – sk. A
- 2009– : Okresní přebor Znojemska

Jednotlivé ročníky
Zdroj: 
Legenda: Z – zápasy, V – výhry, R – remízy, P – porážky, VG – vstřelené góly, OG – obdržené góly, +/− – rozdíl skóre, B – body, červené podbarvení – sestup, zelené podbarvení – postup
| Česko (1995 – ) |                                  |        |    |    |   |    |     |    |     |    |        |
| Sezóny          | Liga                             | Úroveň | Z  | V  | R | P  | VG  | OG | +/− | B  | Pozice |
| 1995/96         | Základní třída Znojemska – sk. B | 10     | 30 | 11 | 6 | 13 | 72  | 72 | 0   | 39 | 10.    |
| …               |                                  |        |    |    |   |    |     |    |     |    |        |
| 2004/05         | Základní třída Znojemska – sk. A | 10     | 22 | 16 | 2 | 4  | 69  | 35 | +34 | 50 | 1.     |
| 2005/06         | Okresní soutěž Znojemska – sk. A | 9      | 26 | 11 | 5 | 10 | 56  | 46 | +10 | 38 | 7.     |
| 2006/07         | Okresní soutěž Znojemska – sk. A | 9      | 26 | 12 | 5 | 9  | 55  | 43 | +12 | 41 | 5.     |
| 2007/08         | Okresní soutěž Znojemska – sk. A | 9      | 26 | 14 | 5 | 7  | 70  | 36 | +34 | 47 | 4.     |
| 2008/09         | Okresní soutěž Znojemska – sk. A | 9      | 26 | 22 | 3 | 1  | 105 | 26 | +79 | 69 | 1.     |
| 2009/10         | Okresní přebor Znojemska         | 8      | 26 | 15 | 3 | 8  | 58  | 42 | +16 | 48 | 2.     |
| 2010/11         | Okresní přebor Znojemska         | 8      | 26 | 9  | 3 | 14 | 57  | 62 | −5  | 30 | 11.    |
| 2011/12         | Okresní přebor Znojemska         | 8      | 26 | 14 | 4 | 8  | 85  | 62 | +23 | 46 | 5.     |
| 2012/13         | Okresní přebor Znojemska         | 8      | 26 | 6  | 4 | 16 | 43  | 76 | −33 | 22 | 11.    |
| 2013/14         | Okresní přebor Znojemska         | 8      | 26 | 10 | 2 | 14 | 47  | 69 | −22 | 32 | 10.    |
| 2014/15         | Okresní přebor Znojemska         | 8      | 26 | 9  | 6 | 11 | 64  | 70 | −6  | 33 | 10.    |
| 2015/16         | Okresní přebor Znojemska         | 8      | 26 | 11 | 4 | 11 | 74  | 65 | +9  | 37 | 7.     |
| 2016/17         | Okresní přebor Znojemska         | 8      | 26 | 13 | 2 | 11 | 65  | 64 | +1  | 41 | 6.     |
| 2017/18         | Okresní přebor Znojemska         | 8      | 26 | 10 | 2 | 14 | 69  | 78 | −9  | 32 | 11.    |
| 2018/19         | Okresní přebor Znojemska         | 8      | 26 | 14 | 4 | 8  | 70  | 55 | +15 | 46 | 3.     |
| 2019/20         | Okresní přebor Znojemska         | 8      | 26 |    |   |    |     |    |     |    |        |